# Poběžovice
Poběžovice (deutsch Ronsperg) ist eine Stadt im Okres Domažlice in Tschechien. Sie liegt in Westböhmen an der Pivoňka (Piwonka oder Geschwindbach) am Fuß des Oberpfälzer Waldes.

## Nachbargemeinden
Die Nachbargemeinden (im Uhrzeigersinn) sind: Hostouň (Hostau), Srby u Horšovského Týna (Sirb), Meclov (Metzling), Otov (Wottawa), Vlkanov u Nového Kramolína (Wilkenau), Mnichov u Poběžovic (Münchsdorf), Hvožďany u Poběžovic (Hoslau), Drahotín (Trohatin).
| Drahotín 4 km               | Hostouň 6 km                                | Srby u Horšovského Týna 3,5 km |
| Hvožďany u Poběžovic 2,5 km | Kompassrose, die auf Nachbargemeinden zeigt | Meclov 3,5 km                  |
| Mnichov u Poběžovic 3 km    | Vlkanov u Nového Kramolína 3,5 km           | Otov 3,5 km                    |

## Gemeindegliederung
Die Stadt Poběžovice besteht aus den Ortsteilen und Katastralbezirken Ohnišťovice (Wonischen), Poběžovice, Sedlec (Sadl), Sezemín (Zeißermühl), Šibanov (Schiefernau), Šitboř (Schüttwa) und Zámělíč (Klein Semlowitz).

## Geschichte

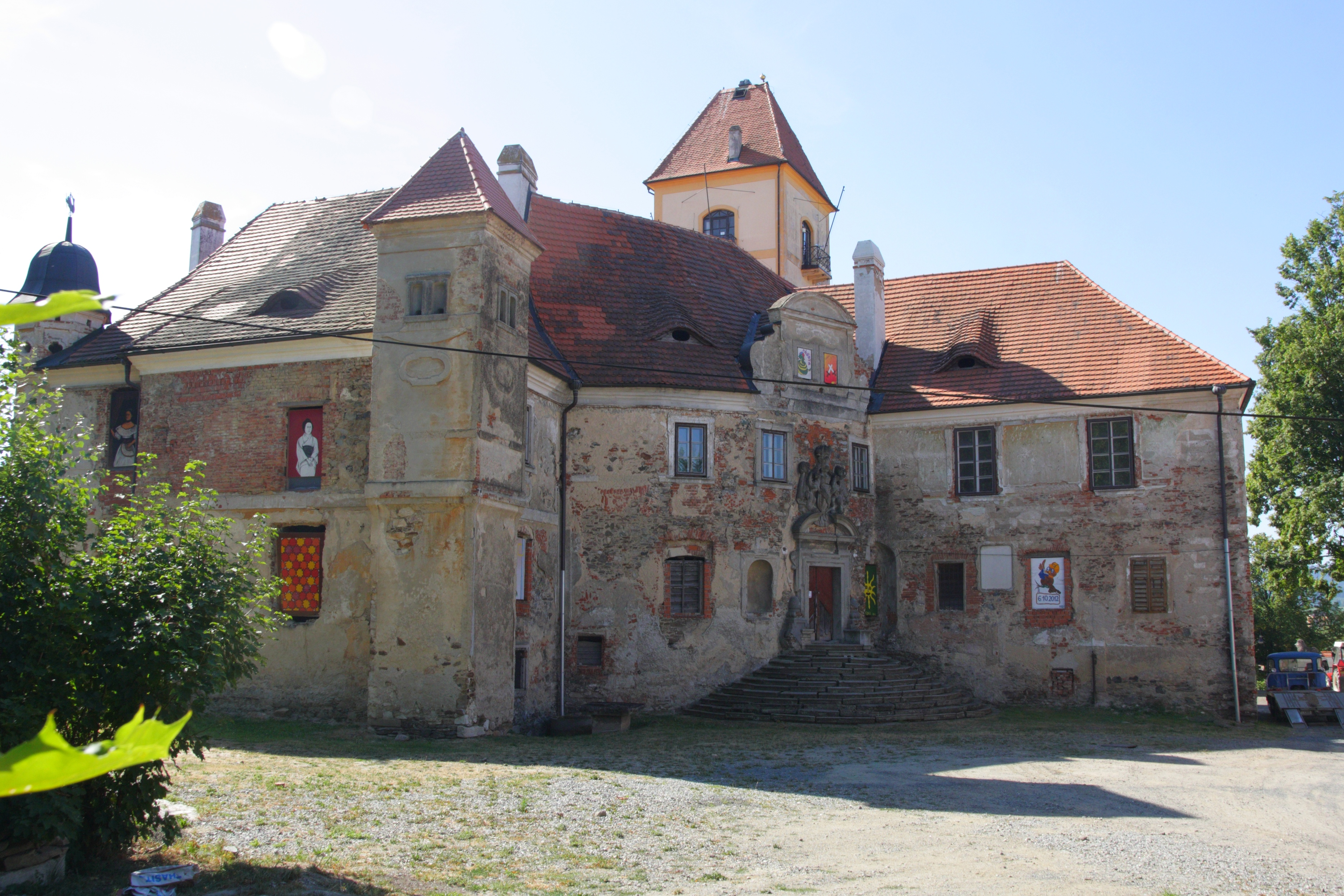
Schloss Ronsperg

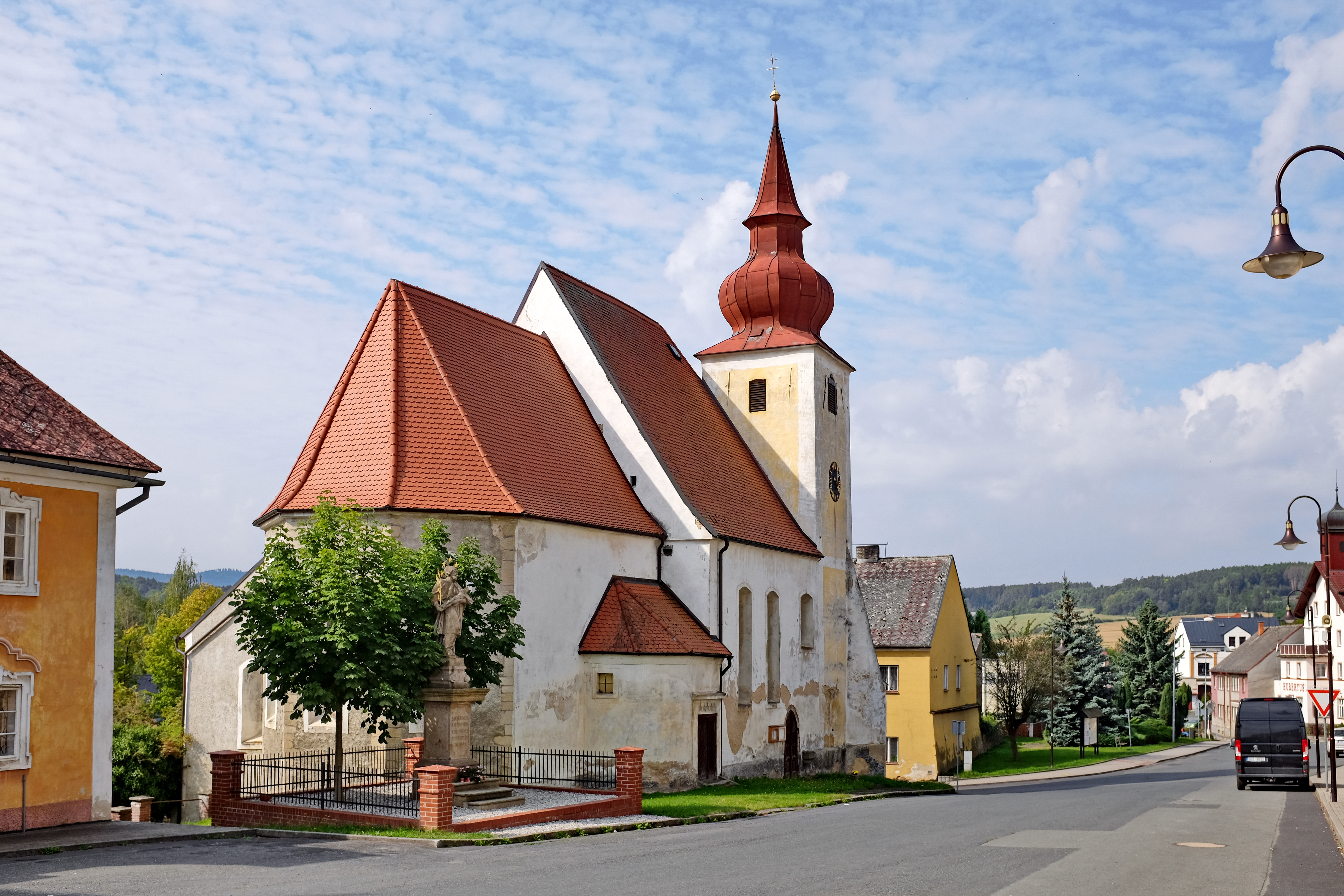
Pfarrkirche Mariä Himmelfahrt

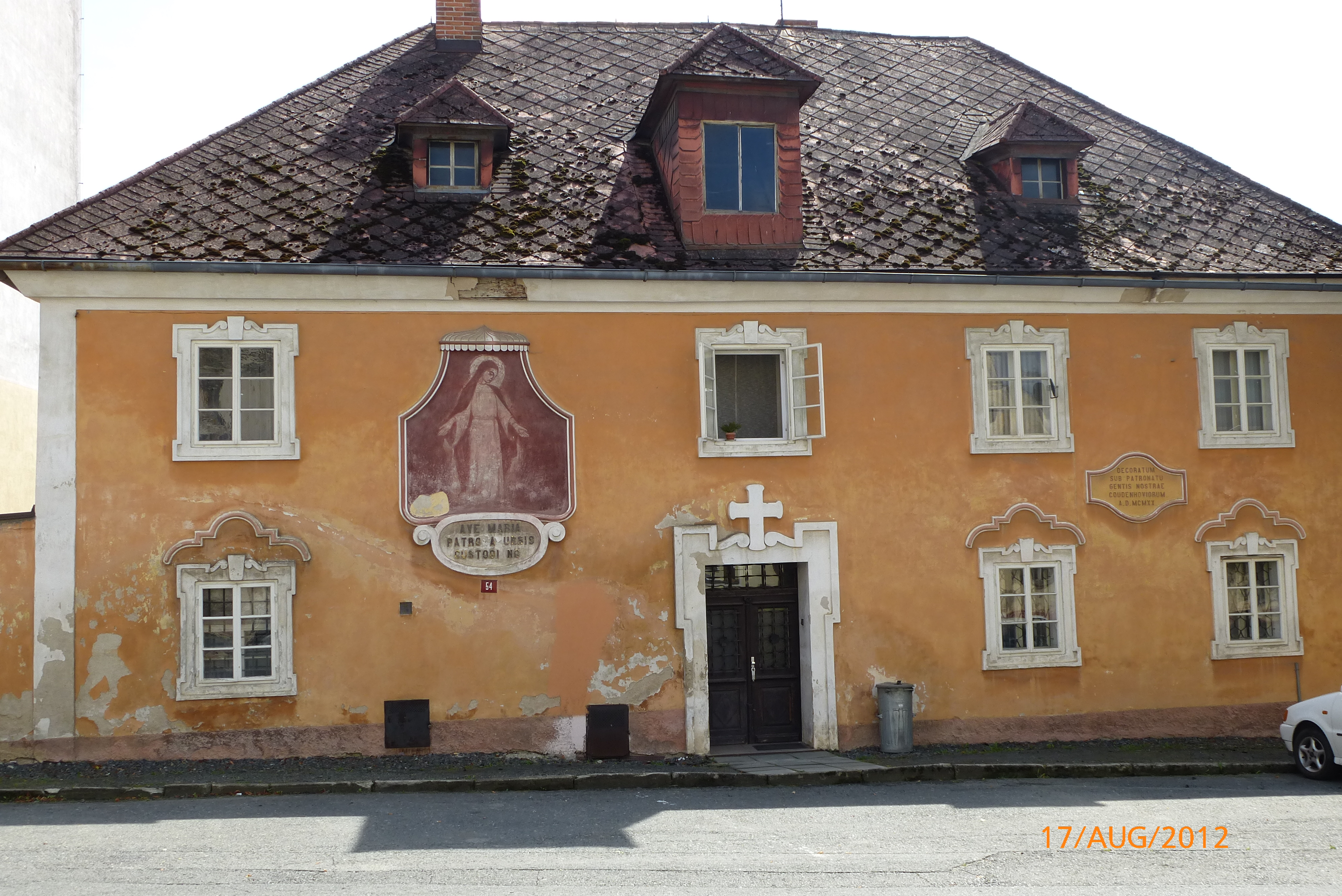
Pfarrhof am Marktplatz

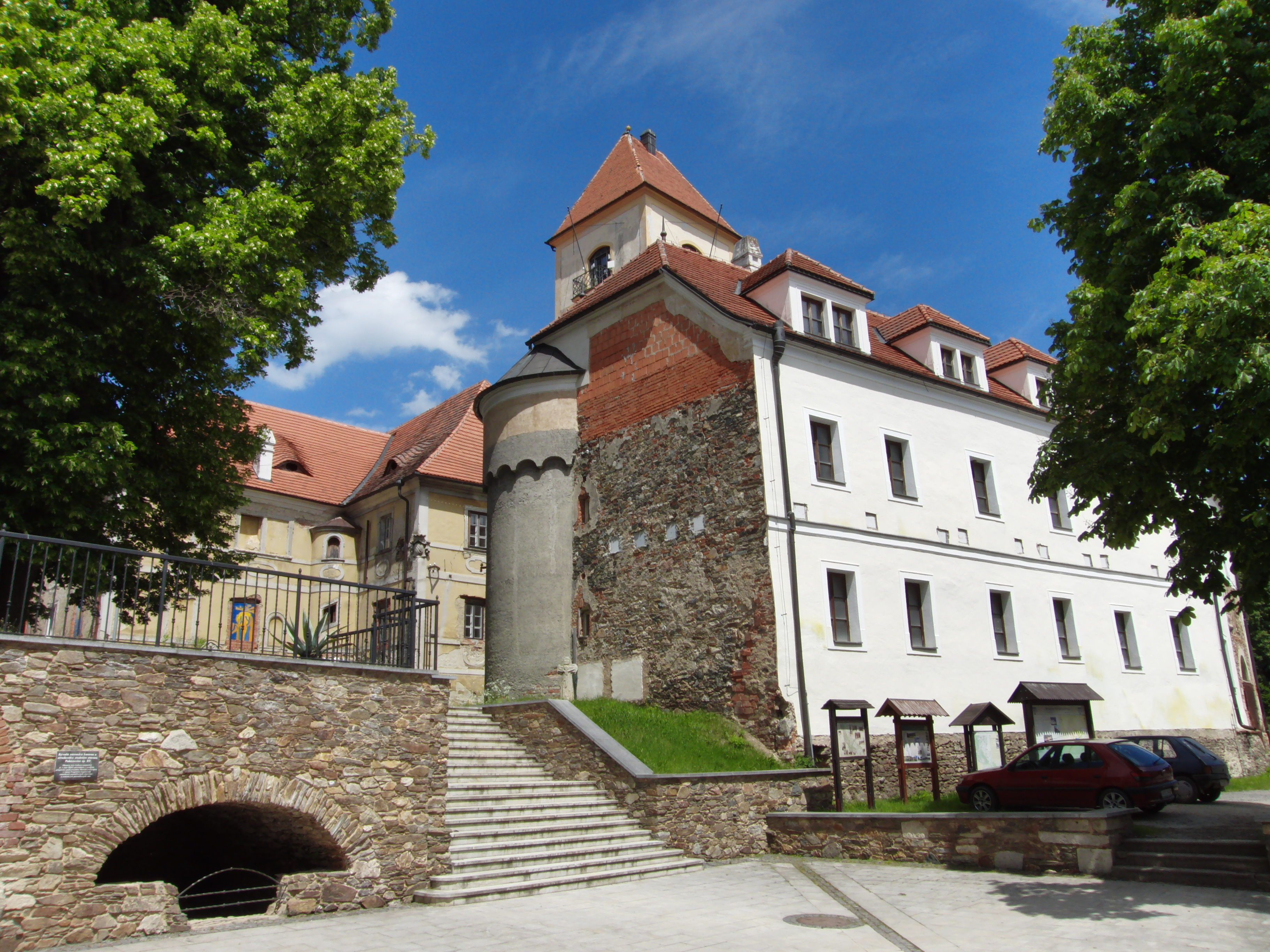
Schlossstiege

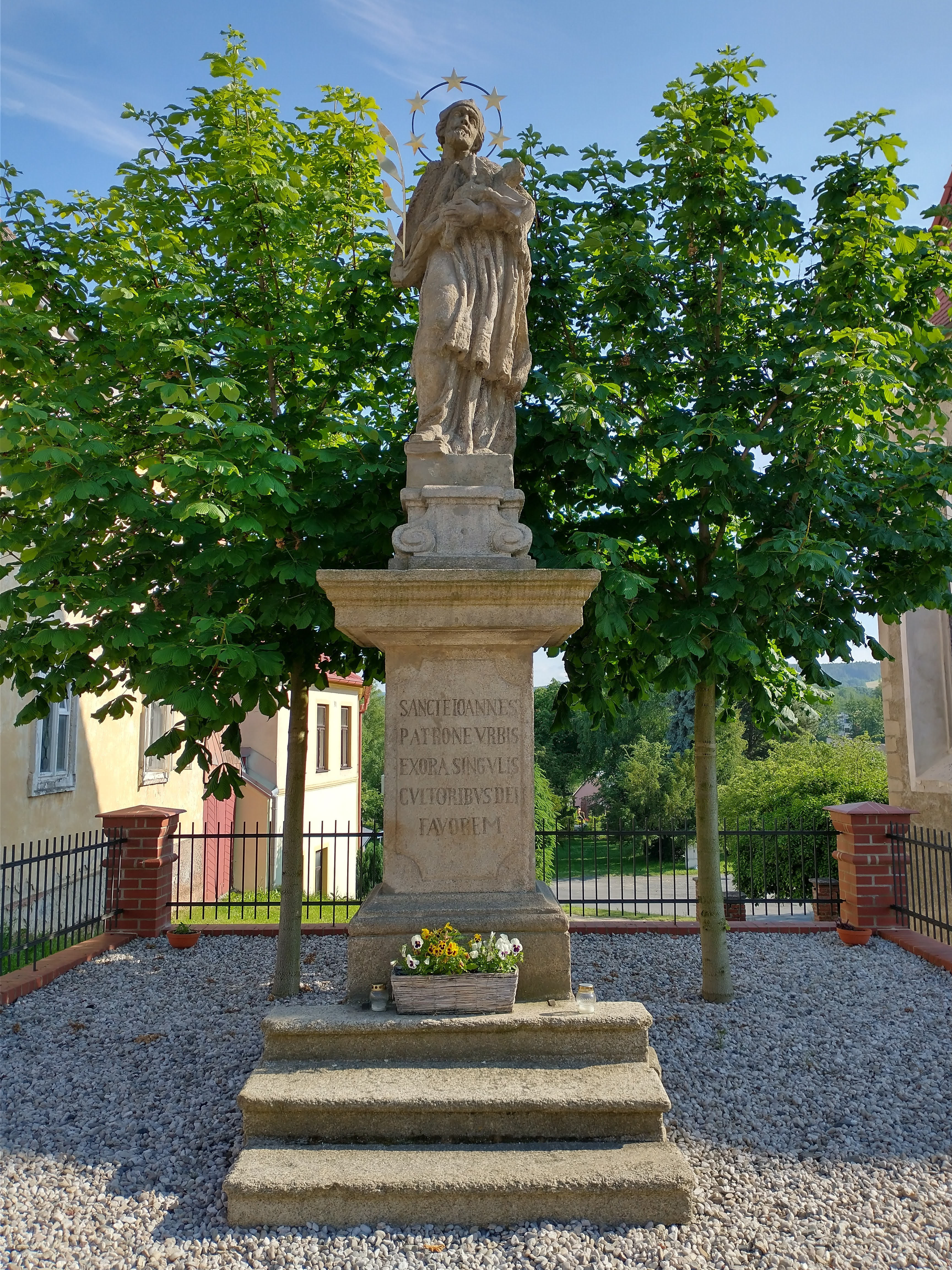
Nepomukstatue zwischen Pfarrhaus und Kirche

Die erste Erwähnung von Poběžovice steht im Zusammenhang mit Zdeněk von Poběžovice, der in den Jahren 1359–1373 belegt ist. 1424 wurde der Ort zum Marktflecken erhoben und 1502 zur Stadt. In dieser Zeit erbaute der Besitzer Dobrohost von Poběžovice auch die Burg und eine Kirche und benannte die Stadt in Ronšperk (deutsch Ronsperg) um. Die Kirche fiel der Feuersbrunst von 1632 zum Opfer und wurde anschließend in ihrer heutigen Gestalt neu errichtet.
Von 1542 bis 1621 gehörte die Stadt den Herren von Schwanberg (Švamberk), später den Herren von Wunschwitz und im 19. Jahrhundert den Grafen von Thun und Hohenstein. Zu den Herren von Wunschwitz gehörte etwa um 1680 Matthias Gottfried Freiherr von Wunschwitz, der den aus Prag vor der Pest geflohenen Bildhauer Johann Brokoff aufnahm und die von diesem als Holzmodell nach einem Gipsmodell von Matthias Rauchmüller gefertigte Nepomuk-Statue stiftete, die 1683 in Nürnberg in Bronze gegossen und 1693 auf der Prager Karlsbrücke aufgestellt wurde. In der Habsburgermonarchie war Ronsperg ab der Mitte des 19. Jahrhunderts Sitz eines Bezirksgerichts (Gerichtsbezirk Ronsperg) im Bezirk Bischofteinitz. Der Gerichtsbezirk Ronsperg war deutschsprachig.
Nach dem Ersten Weltkrieg wurde die Region der neu geschaffenen Tschechoslowakei zugeschlagen.
Aufgrund des Münchner Abkommens von 1938 wurde Ronsperg dem Deutschen Reich angegliedert und gehörte bis 1945 zum Landkreis Bischofteinitz, Regierungsbezirk Eger, im Reichsgau Sudetenland.
Bis 1945 war das Schloss Ronsperg Sitz der Reichsgrafen von Coudenhove-Kalergi. Die bis 1945 überwiegend deutschsprachige Bevölkerung wurde 1945 mehrheitlich vertrieben.

## Bevölkerung
Bis 1945 war Ronsperg überwiegend von Deutschböhmen besiedelt, die vertrieben wurden.
| Jahr | Einwohner | Anmerkungen                                                            |
| ---- | --------- | ---------------------------------------------------------------------- |
| 1600 | k. A.     | 100 Familien, davon 30 jüdische Familien                               |
| 1623 | k. A.     | 70 Hausbesitzer                                                        |
| 1648 | k. A.     | 11 Bauern, 6 Hüttner, 23 Gärtner in 40 Häusern, weitere 24 Häuser wüst |
| 1654 | k. A.     | 42 Hausbesitzer                                                        |
| 1789 | k. A.     | 128 Häuser                                                             |
| 1830 | 1950      | in 222 Häusern                                                         |
| 1838 | 1928      | in 222 Häusern, darunter 30 jüdische Familien mit 212 Personen         |
| 1869 | 1899      | in 252 Häusern                                                         |
| 1880 | 1960      | in 241 Häusern                                                         |
| 1890 | 1854      | in 241 Häusern                                                         |
| 1900 | 1928      | deutsche Einwohner, in 264 Häusern                                     |
| 1910 | 2104      | in 262 Häusern                                                         |
| 1921 | 2008      | in 285 Häusern, davon 1893 Deutsche                                    |
| 1930 | 1989      | in 330 Häusern                                                         |
| 1939 | 1995      | [ 14 ]                                                                 |

| Jahr | Einwohner | Häuser |
| ---- | --------- | ------ |
| 1950 | 1232      | 296    |
| 1961 | 1291      | 286    |
| 1970 | 1238      | 226    |
| 1980 | 1447      | 236    |
| 1991 | 1506      | 254    |
| 2001 | 1542      | 280    |

## Jüdische Gemeinde

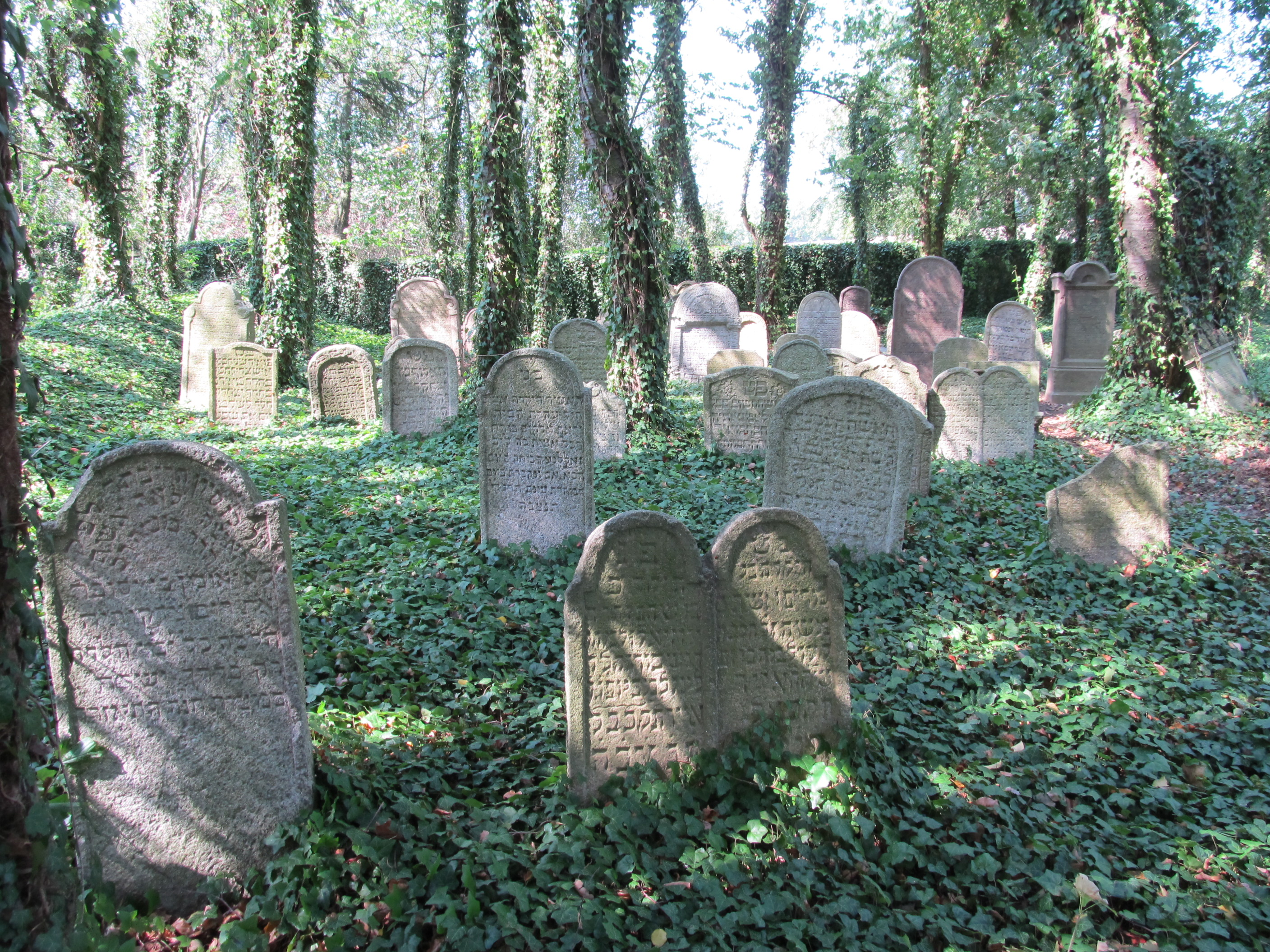
Jüdischer Friedhof

In Poběžovice befand sich ab dem 17. Jahrhundert eine jüdische Gemeinde, die bis zum Jahre 1859 eine Jeschiwa unterhielt. Poběžovice war auch Sitz des Kreisrabbiners für den Pilsener und Klattauer Kreis. Nordwestlich von Poběžovice, nördlich der Straße 5(6)A Poběžovice – Drahotin befindet sich mitten im Feld der alte jüdische Friedhof von Poběžovice, zu dem eine befestigte Zufahrt mit Parkplatz gebaut worden ist. Der Zugang zum Friedhof erfolgt linker Hand durch ein Eisentor, nicht durch das Haupttor. Von über 500 Gräbern sind nur noch etwa 50 erhalten.

## Kultur und Sehenswürdigkeiten

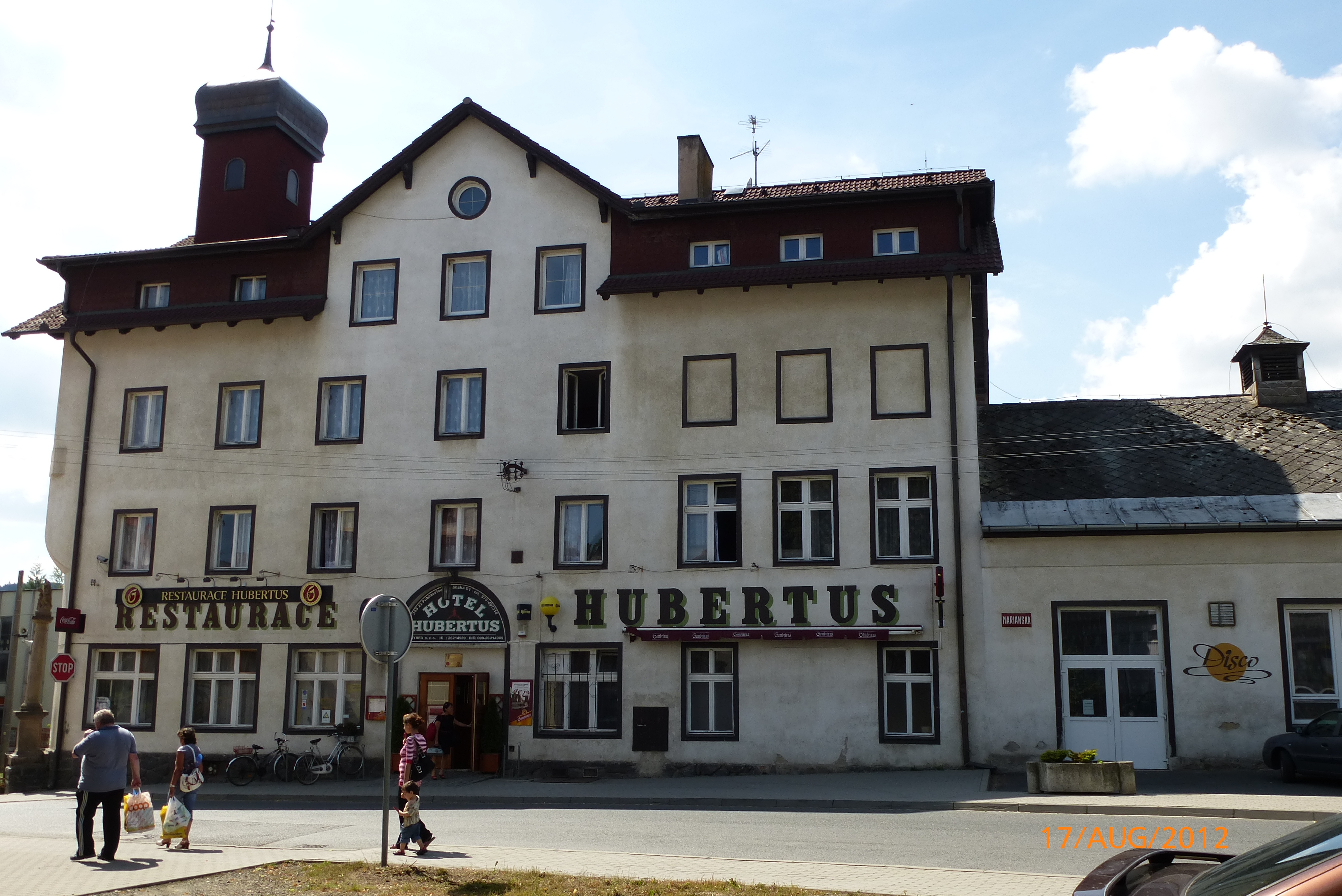
Hotel Hubertus

## Söhne und Töchter der Stadt
- Moses Löb Bloch (1815–1909), Rabbiner, Direktor der Landesrabbinerschule Budapest
- Abraham Langschur (1841–1923), jüdischer Geschäftsmann, geboren, gestorben und beerdigt in Poběžovice[16][17]
- Emil Starkenstein (1884–1942), Pharmakologe, im Konzentrationslager Mauthausen ermordet
- Johann Graf Coudenhove-Kalergi (1893–1965), bis 1945 Schlossherr auf Schloss Ronsperg
- Richard Nikolaus Coudenhove-Kalergi (1894–1972), Gründer der Paneuropa-Bewegung, lebte hier in seiner Jugend
- Ida Friederike Görres geb. Coudenhove-Kalergi (1901–1971), Schriftstellerin
- Guido Reimer (1901–?), SS-Obersturmführer in den Konzentrationslagern Buchenwald und Mauthausen
- Franz Bauer (1930–2020), Autor und Herausgeber des Buches Ronsperg. Ein Buch der Erinnerung, trug zur Verständigung zwischen Deutschen und Tschechen bei
- Maria Kloss (* 1940), Malerin und Bildhauerin